# Доріан Рудницький
Доріан Рудницький (9 липня 1944) — американський композитор і віолончеліст українського походження. Брат піаніста Романа Рудницького.

## Життєпис
Походив з творчої родини. Син Антона Рудницького, композитора та диригента, і Марії Сокіл, оперної співачки. народився у Нью-Йорку в 1944 році. Здобув гарну домашню освіту, виховувався у любові до української музичної культури.
Здобув початкову та середню освіту в Нью-Йорку. Водночас закінчив музичну школу Джуліарда. Став професійним віолончелістом. З кінця 1960-х до 1970-х років здійснював сольні концерти як класичний віолончеліст. Доріан Рудницький також був співзасновником нью-йоркського рок-н-рол-ансамблю разом з Майклом Каменом та Марті Фултерманом (тепер відомий як Марк Сноу), обидва також студенти у «Джуліарда». Завдяки своєму особливому стилю, що полягав у поєднанні класики та рок-музики він став дуже успішним, випустивши 6 альбомів у великих компаній, зокрема «Atlantic Records».
Група вирушила на численні міжнародні тури, мала виступ у всіх великих фестивалях та концертних залах, що включали не тільки сольні виступи, але й особливі виступи як гостеві виконавці з Нью-Йоркським філармонічним оркестром під орудою Леонарда Бернстайна в Карнегі-холі в Нью-Йорку, Клівлендської симфонічної групи, Детройтської симфонічної групи. Відбувалися виступи на всіх основних національних телевізійних шоу та виступ у фільмі «Захарія».
Рудницький оселився в Лос-Анджелесі. З 1995 року часто виступав в Зігені (Німеччина) та Кальпе (Іспанія), створюючи музику для театральних постановок (як класичних, так і рокових), і продовжує виступати як сольний віолончеліст. Того ж року разом з матір'ю та братом Романом представив у Києві оперу батька «Анна Ярославна, королева Франції». Потім купив будинок у місті Юнгставн (штат Огайо), де поселив матір Марію Сокіл.
Навесні 2005 року влаштував концерт для соло віолончелі «Коста Бланка Люкс», при підтримці рок-групи та симфонічного оркестру в філармонії Сідвестофальен. Іспанська прем'єра відбулася в 2006 році на Коста-Бланка.